# Campeonato de España de Ciclismo en Ruta 1977
El LXXVI Campeonato de España de Ciclismo en Ruta se disputó en Sabadell (Cataluña) el 26 de junio de 1977 sobre 212 kilómetros de recorrido. 
El ganador Manuel Esparza se impuso al sprint a sus dos compañeros de fuga, el vasco José Nazábal y  Jordi Fortià. Era la primera victoria como profesional de Esparza y lo logró en su propia ciudad.

## Clasificación final
| Pos. | Ciclista           | Equipo                      | Tiempo    |
| ---- | ------------------ | --------------------------- | --------- |
| 1.   | Manuel Esparza     | Teka                        | 5h 52'02" |
| 2.   | José Nazábal       | Kas                         | m.t.      |
| 3.   | Jordi Fortià       | Novostil-Transmallorca-Gios | a 2"      |
| 4.   | Luis Ocaña         | Frisol Gazelle              | a 1'43"   |
| 5.   | José Luis Viejo    | Kas                         | a 3'46"   |
| 6.   | Eulalio García     | Kas                         | m.t.      |
| 7.   | Juan Carlos Alonso | Kas                         | m.t.      |
| 8.   | Miguel María Lasa  | Teka                        | m.t.      |
| 9.   | Pedro Torres       | Teka                        | m.t.      |
| 10.  | Francisco Galdós   | Kas                         | m.t.      |